# Lee Mi-young
Lee Mi-young   () és una jugadora d'handbol sud-coreana, ja retirada, guanyadora de dues medalles olímpiques. Jugava d'extrem esquerra.
El 1988 va prendre part en els Jocs Olímpics d'Estiu de Seül, on guanyà la medalla d'or en la competició d'handbol. Quatre anys més tard, als Jocs de Barcelona, revalidà la medalla d'or en la mateixa competició. En el seu palmarès també destaca una medalla d'or en els Jocs Asiàtics de 1990.
Des del 1994 treballa com a bibliotecària.